# Појана Груји
Појана Груји (рум. Poiana Gruii) је село у Румунији у жупанији Мехединци у општини Груја.
Село се налази на надморској висини од 102 m. Од Букурешта је удаљено 261 километар, од Дробета-Турну Северина 41 километар, а од Крајове 79 km.
Према попису из 2011. године у Појани Груји је живело 189 становника. Већину становника су чинили Румуни. Појана Груји је најмање насеље општине Груја.